# Cecilia Jonsdotter (Roos)
Cecilia Jonsdotter, född 1341 i Onsöj i Norge, död 1411, var en svensk adelsdam, kvarnägare och donator. Hon var av kunglig börd och höll eget hov och förfogade över viktiga maktresurser i det feodala samhället. I slutskedet av livet var hon en av dem som bidrog till förutsättningarna för klosterlivet i Vadstena genom att i ett gåvobrev upprätta ett avtal om att få begravas i Vadstena klosterkyrka i utbyte mot att Forsviks kvarn i Västergötland donerades till klostret.

## Biografi
Cecilia Jonsdotters födelseår är osäkert, men det står klart att hon föddes i mitten av 1300- talet. Hennes familj ägde gården Elingaard, på Onsöj, inte långt från Akershus, kungaborgen som var sätet för den norske kungens representanter. Där hade Cecilia Jonsdotters far, Jon Hafthoresson Roos, en framträdande roll under många decennier som riksråd, kusin med konung Magnus Eriksson och barnbarn till den tidigare kung Håkon av Norge. Cecilia Jonsdotter torde ha varit en frekvent gäst vid konungens hov, eller till och med bosatt på Akershus, under sin ungdom. Akershus fungerade som centrum för de styrande klasserna och där skapades allianser mellan de mäktigaste familjerna under årets alla festligheter. Barnen som föddes inom denna maktelit fick där uppfostran av medlemmar ur den egna samhällsklassen.
Cecilia Jonsdotter var med sin förnäma bakgrund ett gott parti och hon gifte sig med den svenske riddaren Ulf Holmgersson Lejonbalk. Han tycks tidigt i sitt liv ha fattat beslutet att bosätta sig i Norge; det var där han levde från unga år. Han hade trots sin förhållandevis blygsamma svenska bakgrund lyckats ta sig in i den norske kungens närmaste krets och var under flera år knuten till Akershus. År 1369 var han en av den norske kungens närmaste män. År 1379 hade han avancerat till en position i kung Håkons råd. Det är okänt när Cecilia Jonsdotter och Ulf Holmgersson gifte sig, källor visar dock att det skett före 1386. Beträffande parets barn och familjeliv är källorna knappa och motsägelsefulla, vilket gör det svårt att finna några säkra uppgifter.
Cecilia Jonsdotter hade vid sitt giftermål levt hela sitt liv i Norge som en uppburen välbärgad kvinna av kunglig börd. Både hennes förmögna mor Birgitta Knutsdotter, som härstammade från Algotssönerna, och Cecilias man Ulf Holmgersson var från Sverige, men villkoren för ett liv i Norge måste ha varit så pass fördelaktiga att både hon och hennes make valde att leva där. Maken avled 1396 och Cecilia Jonsdotter sörjde för att han via en klosterorden fick en ståndsmässig gravplats i Idds kyrka några mil sydost om Akershus i Norge.

### Forsviks kvarn
Då Cecilia Jonsdotters mor dog 1395 ärvde hon jord i Sverige, bland annat egendomen Forsvik i Västergötland. På ålderns höst använde hon arvet i Forsvik för att köpa sig själv en gravplats. Hon valde en gravplats långt från dem som varit hennes närmaste anhöriga och långt från den plats där hon hade vuxit upp och levt sitt vuxna liv. Hon önskade sig en plats i Vadstena klosters kyrka, allt i enlighet med den höga samhällsklass hon tillhörde.
Dokumentet avseende gravplats i Vadstena klosters arkiv som Cecilia Jonsdotter undertecknade 1410 benämns i vår tid oftast som gåvobrev, men det skall snarare betraktas som ett avtal eller ett kontrakt. Där finns två parter; de som är nämnda som givare och mottagare, men det nämns också att mottagaren ska ge motgifter för gåvan. Cecilia Jonsdotter gav Forsviks gamla kvarn i gåva till Vadstena kloster som betalning för sin gravplats i klosterkyrkan med tillägget att Vadstena kloster skulle försörja henne och hennes hov med mjöl. Avtalet omtalar även att Cecilia Jonsdotter önskade att gåvan skulle bidra till ”gott för sin egen själ, sin mors, sin fars och andras själar”.
I gåvobrevet ser vi spår av ett samhälle där byteshandel fortfarande var en viktig del av samhällsekonomin. I dokumentet träder en stark och målmedveten kvinna fram som visste att hon hade makt nog att styra över sitt liv och att hon var övertygad om att hennes makt sträckte sig så långt att hon kunde styra över livet efter döden; inte bara över sin egen själ, utan även de efterlevandes.
Kvarnen, som var objektet som Cecilia Jonsdotter köpslog med, var central för maktutövningen i det feodala samhället över hela Europa – det var där folket skulle mala sin säd och ägaren stipulerade villkoren för detta. Det innebar både makt och en inkomstkälla. Runtom i medeltidens Europa var det kyrkan eller adeln som ägde kvarnarna. Vi kan av det dra slutsatsen att gåvan till Vadstena kloster var betydelsefull och att Cecilia Jonsdotter var väl medveten om det.
När gåvobrevet skrevs 1410 hade Cecilia Jonsdotter uppnått en hög ålder. Hon förberedde genom brevet ett så bra liv som möjligt efter döden för sig själv, sin familj och sannolikt också efterkommande generationer. Endast ett år efter att gåvobrevet färdigställdes dog Cecilia Jonsdotter och hon begravdes som avtalat i Vadstena klosterkyrka.